# حوزه انتخابیه چهارم آلاباما

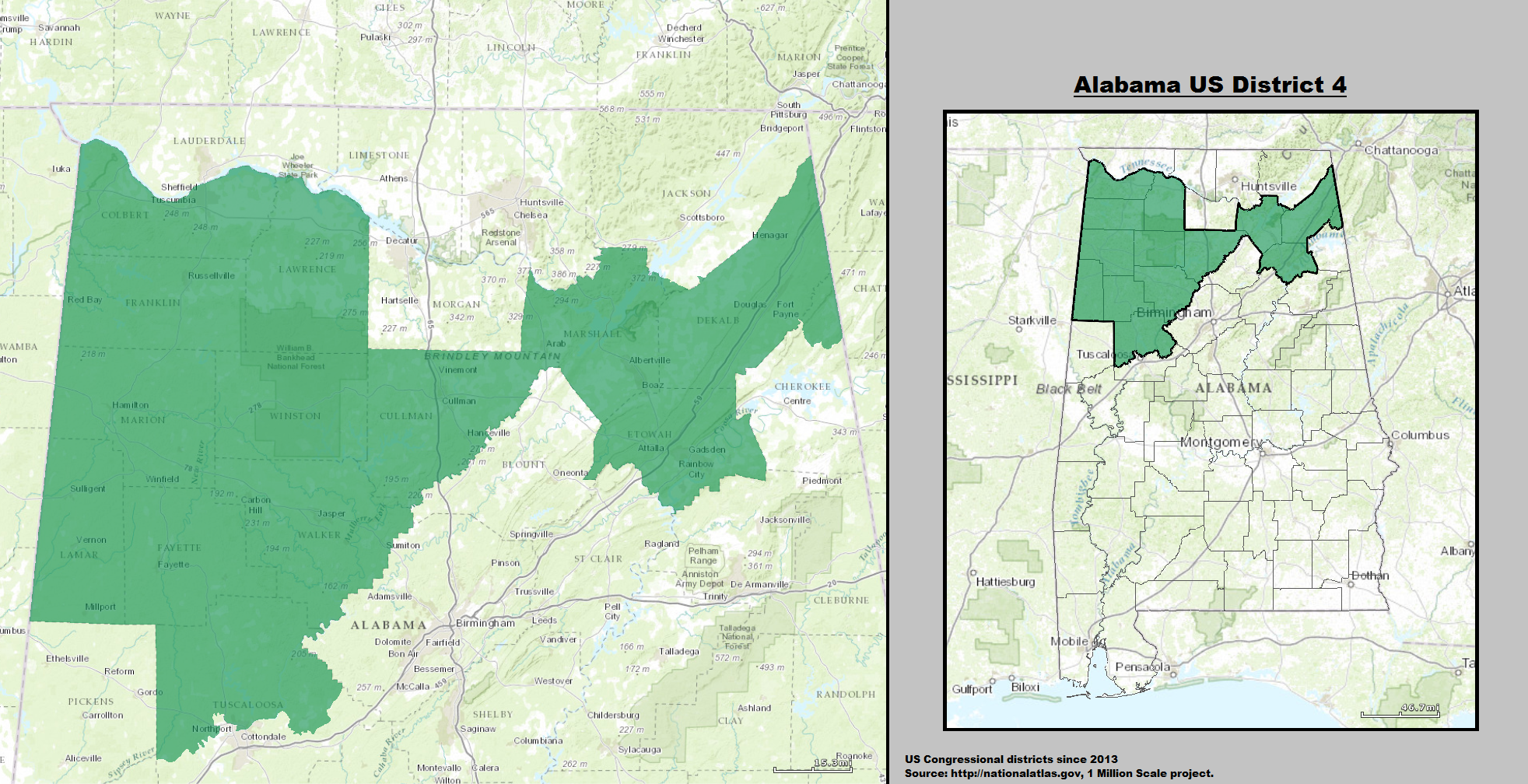
نقشه حوزه

حوزه انتخابیه چهارم آلاباما یک حوزه انتخابیه مجلس نمایندگان آمریکا است که در ایالت آلاباما قرار دارد.